# Quistrachia turneri
Quistrachia turneri är en snäckart som beskrevs av Alan Solem 1997. Quistrachia turneri ingår i släktet Quistrachia och familjen Camaenidae. Inga underarter finns listade i Catalogue of Life.